# Funhouse (film)
Funhouse è un film svedese e canadese del 2019, diretto, sceneggiato e montato da Jason William Lee.

## Trama
Nella casa di un miliardario perverso, una donna viene costretta dietro ricatto economico a uccidere un'altra persona. Nei giorni successivi, quello stesso miliardario organizza Funhouse, un reality show in onda sul web in cui vengono coinvolte otto personalità già note grazie al mondo dei reality. Tra questi c'è Kasper, corista che si è ritrovato a diventare famoso quasi suo malgrado dopo aver sposato la celebre cantante Darla Drake e che vorrebbe ritirarsi dal mondo dei reality, tuttavia si fa corrompere dal premio in palio: ben 5 milioni di euro. Il reality sembra essere molto simile ai tanti andati in onda in precedenza: i partecipanti devono convivere per un determinato periodo di tempo e verranno continuamente monitorati da telecamere, dopo di che ogni tre giorni uno di loro verrà eliminato in base alla scelta del televoto.
Kasper fa presto la conoscenza degli altri concorrenti: fra loro ci sono influencer, ex sportivi noti più per scandali che per merito, blogger scandalistici, youtuber e altre personalità afferenti al mondo dello spettacolo ma comunque non note per via di un forte talento artistico. Quando alla prima eliminazione due di loro risultano i meno televotati, essi devono effettuare una sfida della pentolaccia affinché si scelga il vincitore. Mentre una dei due indossa degli occhiali oscuranti, la pentolaccia viene tuttavia sostituita con l'altro concorrente: la ragazza si ritrova ad ucciderlo senza rendersene conto, il tutto sotto gli occhi increduli degli altri concorrenti. L'organizzatore del gioco rivela dunque il suo piano ai presenti; li informa inoltre che, qualora qualcuno dovesse rifiutare di sostenere una sfida o cercare di fuggire, la morte sarebbe ancora più atroce. Uno di loro prova effettivamente ad uscire e viene sciolto nell'acido.
Il pubblico da casa si divide: alcuni credono che sia tutto una messa in scena, altri continuano a seguire il programma nonostante si rendano conto della verità, altri ancora lo commentano su internet con fare ironico. Mentre la polizia indaga e Darla Drake rilascia interviste per cercare di salvare il suo ex marito, le tensioni e le dinamiche in casa si fanno sempre più prorompenti, arrivando a coinvolgere il pubblico e facendo sì che voti per i vari personaggi proprio in base a queste dinamiche. Uno dopo l'altro, i concorrenti vengono eliminati attraverso sfide che prendono spunto dal loro passato, dalla loro professione o dalle dinamiche che si svolgono in casa. 
Due di loro, Ula e Ximena, si ritrovano a combattere con armi da taglio con Ula che riesce a uccidere Ximena; Ula viene sottoposta a un test della memoria ma, quando fallisce, approfitta di un'occasione per uccidere uno degli aguzzini armati con dei morsi: viene punita con la tortura dello smembramento. Infine il lottatore James Malone viene ucciso da altri combattenti in una lotta in tre contro uno, nonostante avesse precedentemente vinto un altro scontro all'ultimo sangue. Rimasti in tre, Kasper inizia a provocare la persona che ha organizzato tutto, che non resta indifferente alle sue provocazioni. Viene quindi raggiunto da un'altra superstite, Lonni Byrne, con cui passa una notte di passione. L'evento fa sì che i due amanti primeggino nel televoto e sembra condannare a morte Cat Zim che, dopo aver perso una partita a scacchi, deve girare una ruota il cui risultato stabilirà il suo destino.
Il risultato della ruota ribalta tuttavia la situazione: la prova passa ora nelle mani di Lonni, tuttavia Kasper insiste per prendere il suo posto. Il sadico organizzatore li costringe allora ad un duello con le pistole, tuttavia i due amanti finiscono per compiere entrambi il suicidio. Un attimo prima di questo tragico epilogo, la polizia sembra in procinto di interrompere la trasmissione: un agente esperto di informatica è infatti riuscito a individuare la fonte del segnale, tuttavia si tratta di un'ennesima trappola organizzata dal sadico creatore del reality per distrarre le forze dell'ordine e attirarle nel luogo sbagliato. Cat Zim è dunque la vincitrice sebbene non avesse causato alcun tipo di dinamica durante il reality: la ragazza viene ritrovata per strada da un cacciatore, che la salva. Nei giorni successivi, il creatore del reality si rivela come il miliardario Nero Alexander, scienziato diventato estremamente ricco e noto grazie alle sue capacità e, anche per questo, sprezzante di personaggi come quelli da lui massacrati. Cat Zim si rivela tuttavia la sua fidanzata: la scacchista era del resto l'unica persona nota per un effettivo talento ad essere stata coinvolta nel massacro, dunque era previsto dall'inizio che non morisse.

## Distribuzione
Il film è stato distribuito nei cinema in maniera limitata il 28 maggio 2021. Successivamente, l'opera è stata distribuita nel mercato on demand.

## Accoglienza
Sull'aggregatore Rotten Tomatoes il film riceve lo 0% delle recensioni professionali positive con un voto medio di 4,3 su 10 basato su 16 critiche.